# Eugen Leuthold
Eugen Leuthold (* 18. Januar 1903 in Bezirk Gösgen, Kanton Solothurn; † 14. Juni 1978) war ein Schweizer Elektroingenieur, der bedeutende Beiträge zur Radioentwicklung geleistet hat.

## Werdegang
Leuthold zeigte früh Interesse an Elektronik und Technik. Nach seinem Elektrotechnikstudium an der ETH Zürich arbeitete er zunächst bei der Firma Telion in Zürich, bevor ihn Hermann Schwer 1929 zu SABA nach Villingen holte.
Bei SABA war Leuthold als Chefkonstrukteur maßgeblich an der Entwicklung des erfolgreichen Radios S 35 beteiligt. Dieses Modell machte SABA weltweit bekannt. Auch andere innovative Empfängerschaltungen wie der Bandfilterzweikreiser SABA 212 WL von 1933 und der Einkreiser SABA 240 WL von 1937 stammten aus seiner Feder.
1943 verließ Leuthold Deutschland aus politischen Gründen und fand eine Anstellung als Entwicklungsingenieur bei der Komet Radio AG in Mitlödi im Kanton Glarus. Dort entwickelte er Empfängermodelle wie den 537 M und den 644 M mit der sogenannten MHG-Schaltung, die Patente in verschiedenen Ländern erhielt. Die MHG-Schaltung ermöglichte es, die Bandbreite der ZF-Durchlasskurve in weiten Grenzen umzuschalten.
Später kehrte Leuthold zu SABA zurück (blieb aber in Neuhausen in der Schweiz wohnhaft), wo er bis zu seiner Pensionierung weiterhin an der Radioentwicklung beteiligt war. Sein herausragendes Werk war die Entwicklung des weltweit ersten Radios mit motorelektronischer Sendereinstellung, das in der SABA-Automatic-Serie präsentiert wurde.